# Roland Kopf
Roland Kopf (*  vermutl. 1956 in Kehl) ist ein ehemaliger deutscher Motorradrennfahrer und Unternehmer.

## Leben
Roland Kopf wurde in Kehl-Goldscheuer als Sohn einer Einzelhändlerfamilie geboren. Er besuchte die Grund- und Hauptschule im Stadtteil Goldscheuer und dann bis 1975 die Heimschule Lender.
Durch den täglichen Umgang mit der Technik im elterlichen Betrieb kam er zum Motorradrennsport. Als Mitglied des Dieter Braun Racing Teams von Dieter Braun fuhr Kopf Rennen in der 350-cm³- und 250-cm³-Klasse. Beim letzten Deutschen Meisterschaftslauf der Saison 1980 auf dem Nürburgring war sein Meistertitel in der 250-cm³-Klasse bereits sicher. Kopf kam beim Rennen von der Rennstrecke ab, als er über den Rasen wieder in Richtung Fahrbahn beschleunigte, blieb das Vorderrad seiner Yamaha in einem quer zur Strecke verlaufenden Wassergraben stecken. Kopf stürzte bei einer Geschwindigkeit von rund 70 km/h kopfüber über den Lenker und landete auf dem Rücken. Dabei erlitt er eine Wirbelfraktur und ist seitdem querschnittgelähmt.
Am 9. September 1981 eröffnete Roland Kopf in seinem Heimatort die Großdiskothek Drops, die in den 1980er- und 1990er-Jahren im größeren Umkreis große Bekanntheit genoss. Ferner betrieb er von 1987 bis 1989 in Straßburg den Piratensender Radio Drops, der auf 107,7 MHz sendete. An der Grenze zu Karlsruhe kam später ein per Richtfunk betriebener Relais-Sender auf 105,90 MHz hinzu. Gesendet wurde auf Deutsch, Französisch und Elsässisch. Zum Team gehörten unter anderem auch Sandra Laeske und Uwe Carsten, die beide über Hitradio Ohr zum Schwarzwaldradio kamen, und Tom Weyer alias „Commander Tom“, der in der Technoszene erfolgreich wurde.
Kopf betreibt seit vielen Jahren in Kehl einen Lebensmittelgroß- und -einzelhandel, mittlerweile als Onlinehandel, seit 2011 einen Baumarkt und ferner eine Agentur für Veranstaltungstechnik.
Seit 2009 gibt es immer wieder „Drops“-Revivalveranstaltungen.

## Titel
- 1980: Deutscher 250-cm³-Meister auf Yamaha